# Echitație la Jocurile Olimpice de vară din 2024

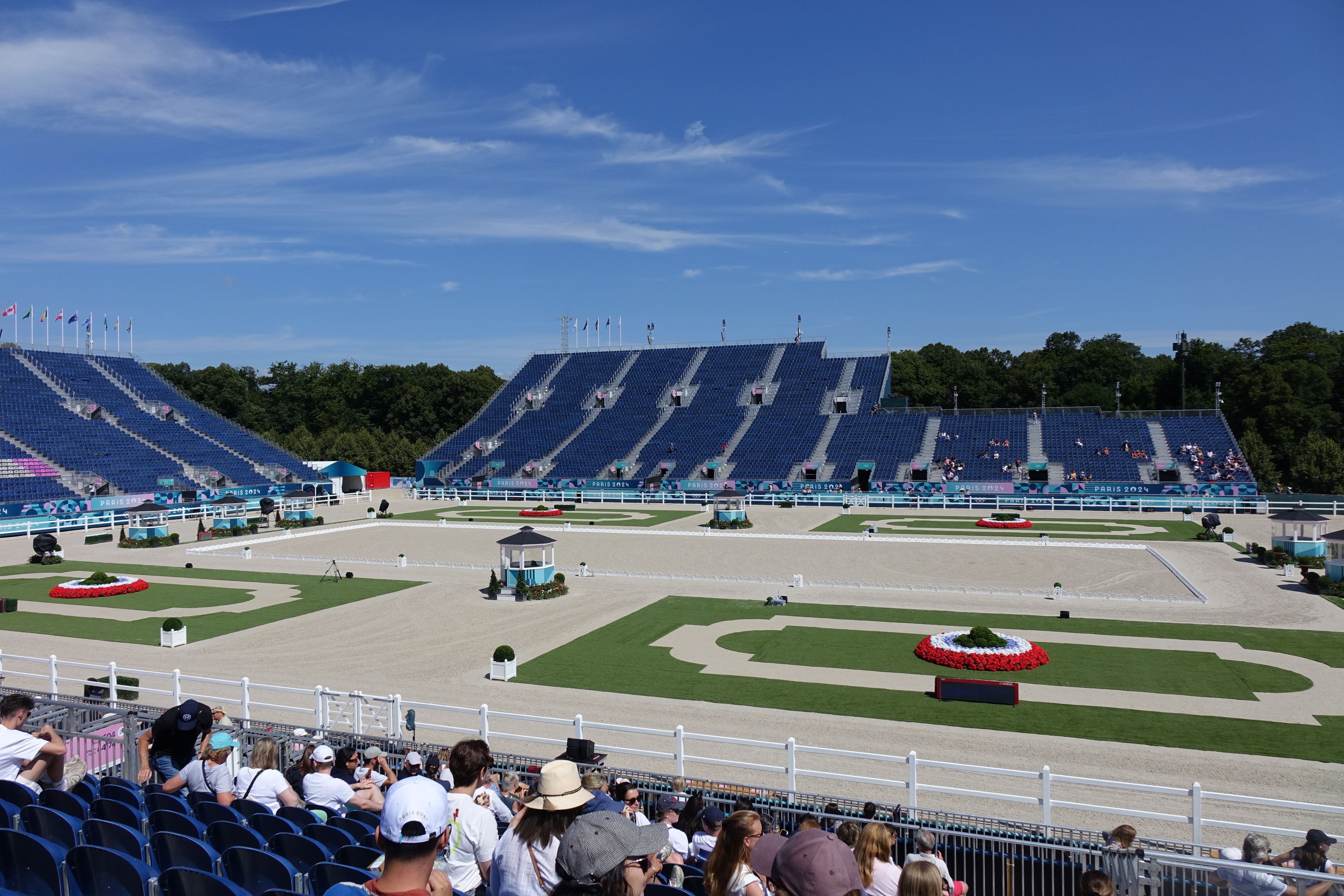
Stadionul în grădinile Versailles

Probele sportive de echitație la Jocurile Olimpice de vară din 2024 s-au desfășurat în perioada 27 iulie-6 august 2024 la Palatul Versailles.

## Medaliați
| Categorie                    | Aur | Argint | Bronz |
| Dresaj individual Detalii    | Jessica von Bredow-Werndl · pe TSF Dalera BB · Germania (GER)                                                            | Isabell Werth · pe Wendy · Germania (GER)                                                                                      | Charlotte Fry · pe Glamourdale · Marea Britanie (GBR) |
| Dresaj pe echipe Detalii     | Germania · Frederic Wandres · pe Bluetooth Old · Isabell Werth · pe Wendy · Jessica von Bredow-Werndl · pe TSF Dalera BB | Danemarca · Daniel Bachmann Andersen · pe Vayron · Nanna Skodborg Merrald · pe Zepter · Cathrine Laudrup-Dufour · pe Freestyle | Marea Britanie · Becky Moody · pe Jagerbomb · Carl Hester · pe Fame · Charlotte Fry · pe Glamourdale                                                     |
| Întreceri individual Detalii | Michael Jung · pe Chipmunk Frh · Germania (GER)                                                                          | Christopher Burton · pe Shadow Man · Australia (AUS)                                                                           | Laura Collett · pe London 52 · Marea Britanie (GBR) |
| Întreceri pe echipe Detalii  | Marea Britanie · Rosalind Canter · pe Lordships Graffalo · Tom McEwen · pe JD Dublin · Laura Collett · pe London 52      | Franța · Nicolas Touzaint · pe Diabolo Menthe · Karim Laghouag · pe Triton Fontaine · Stéphane Landois · pe Chaman Dumontceau  | Japonia · Toshiyuki Tanaka · pe Jefferson · Kazuma Tomoto · pe Vinci De La Vigne · Yoshiaki Oiwa · pe Mgh Grafton Street · Ryuzo Kitajima · pe Cekatinka |
| Sărituri individual Detalii  | Christian Kukuk · pe Checker 47 · Germania (GER)                                                                         | Steve Guerdat · pe Dynamix de Belheme · Elveția (SUI)                                                                          | Maikel van der Vleuten · pe Beauville Z · Olanda (NED)                                                                                                   |
| Sărituri pe echipe Detalii   | Marea Britanie · Ben Maher · pe Dallas Vegas Batilly · Harry Charles · pe Romeo 88 · Scott Brash · pe Jefferson ·        | Statele Unite ale Americii · Laura Kraut · pe Baloutinue · Karl Cook · pe Caracole de la Roque · McLain Ward · pe Ilex ·       | Franța · Simon Delestre · pe I.Alemusina R 51 · Olivier Perreau · pe Dorai D'Aiguilly · Julien Epaillard · pe Dubai du Cèdre ·                           |

## Clasament pe medalii
| Loc   | Țară                       | Aur | Argint | Bronz | Total |
| ----- | -------------------------- | --- | ------ | ----- | ----- |
| 1     | Germania                   | 4   | 1      | –     | 5     |
| 2     | Marea Britanie             | 2   | –      | 3     | 5     |
| 3     | Franța                     | –   | 1      | 1     | 2     |
| 4     | Australia                  | –   | 1      | –     | 1     |
| 4     | Danemarca                  | –   | 1      | –     | 1     |
| 4     | Elveția                    | –   | 1      | –     | 1     |
| 4     | Statele Unite ale Americii | –   | 1      | –     | 1     |
| 8     | Japonia                    | –   | –      | 1     | 1     |
| 8     | Olanda                     | –   | –      | 1     | 1     |
| Total | Total                      | 6   | 6      | 6     | 18    |